# سارة ستيوارت (باحثة في السرطان)

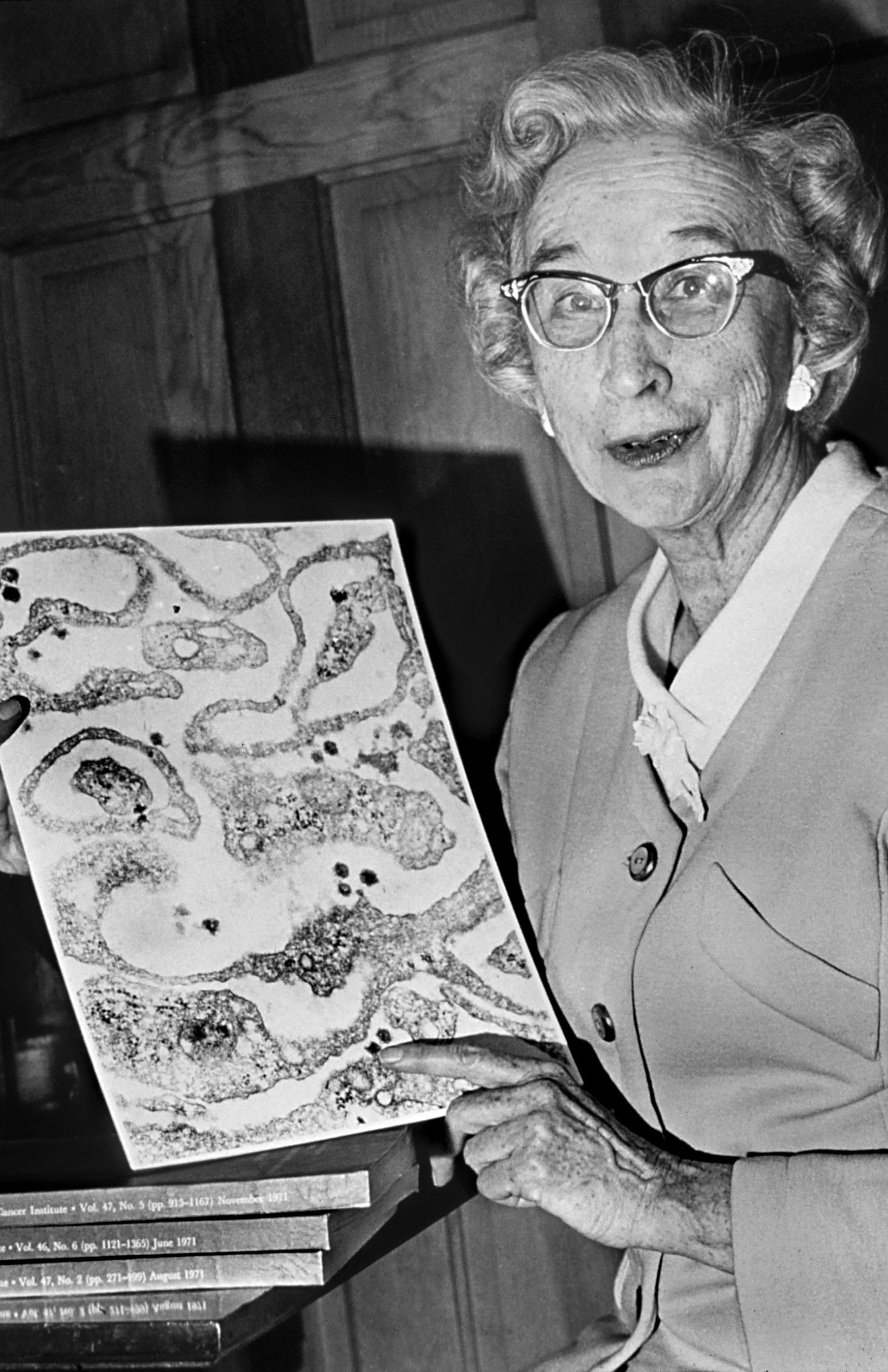
سارة ستيوارت

سارة ستيوارت (بالإنجليزية: Sarah Stewart)‏ ‏(16 أغسطس 1905 - 27 نوفمبر 1976) باحثة أمريكية مكسيكية. كانت رائدة في مجال أبحاث الأورام الفيروسية، وهي أول من أثبت أن الفيروسات المسببة للسرطان يمكن أن تنتشر من حيوان إلى آخر. شاركت هي وبرنيس إيدي في اكتشاف أول فيروس بوليوما، وتم تسميته فيروس بوليوما ستيوارت إيدي على أسمائهم.

## السيرة الذاتية

### النشأة والتعليم
ولدت سارة إليزابيث ستيوارت في 16 أغسطس 1905 في تيكاليتلان خاليسكو، المكسيك. ولدت لأم مكسيكية وأب أمريكي يعمل مهندس، عادت إلى الولايات المتحدة في سن الخامسة. بسبب الثورة المكسيكية عام 1906، طُلب منها هي وعائلتها مغادرة البلاد، مما أجبرهم على الهجرة إلى الولايات المتحدة. درست في جامعة ولاية نيو مكسيكو، وحصلت على بكالوريوس العلوم عام 1927. ثم حصلت على درجة الماجستير من جامعة ماساتشوستس أمهيرست عام 1930 ودكتوراه في علم الأحياء الدقيقة من جامعة شيكاغو عام 1939. في عام 1949، أصبحت أول امرأة تحصل على درجة MD من كلية الطب بجامعة جورجتاون.

### الحياة المهنية

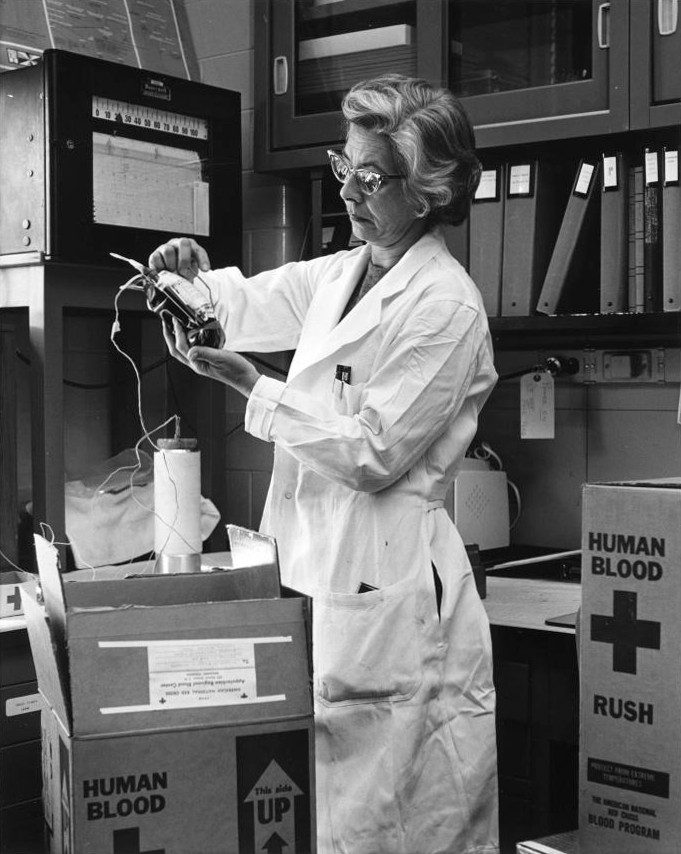
سارة إليزابيث ستيوارت عام 1950.

انضمت ستيوارت إلى المعاهد الوطنية للصحة (NIH) في الفترة بين 1935-1944 أثناء دراستها للدكتوراه في جامعة شيكاغو. خلال فترة وجودها هناك شاركت في تطوير لقاح للغرغرينا، والذي ساعد العديد من الجنود خلال الحرب العالمية الثانية. تركت في وقت لاحق منصبها في NHI من أجل متابعة أهدافها ومجالها البحثي، والذي كان لإثبات وجود صلة بين السرطانات والفيروسات. ثبت أن هذا صعب لأنه في ذلك الوقت لم يكن العديد من العلماء يأخذون هذا المجال على محمل الجد. كما أعادت تجربة لودفيك جروس مع الفئران، والتي أظهرت أن اللوكيميا الموجودة في بعض الفئران تسببها بالفعل الفيروسات. وقد أصدرا ورقة بحثية معا لمناقشة نتائجهم. ثم اتجهت لتدريس علم الأحياء الدقيقة في كلية الطب بجامعة جورجتاون، وبمجرد السماح للنساء بالتسجيل، أصبحت أول خريجة في سن 39. عادت ستيوارت إلى NIH في عام 1951، وانضمت إلى المعهد الوطني للسرطان (NCI)، وأصبحت مديرًا طبيًا في نهاية المطاف.
طورت ستيوارت اهتمامًا بالبحث في الروابط الفيروسية للسرطان في ضوء البحث الرائد لجوناس سالك في تطوير لقاح للفيروس الذي تسبب في شلل الأطفال. يعود الفضل إلى ستيوارت في اكتشاف فيروس بوليوما في عام 1953. نجحت هي وشريكها في البحث، الدكتورة برنيس إيدي، في نمو الفيروس في عام 1958 وتم تسمية الفيروس باسمائهما. تمكنوا من إثبات أن فيروس البوليوما يمكن أن يسبب 20 نوعًا مختلفًا من الأورام في الفئران وحيوانات أخرى. كانت ستيوارت أول من أثبت أن الفيروسات المسببة للسرطان يمكن أن تنتشر من حيوان إلى آخر. أدت هذه التجربة ونتائجها، من بين تجارب أخرى مماثلة، إلى أن يصبح العديد من الباحثين مهتمين بمجال علم الأورام الفيروسية. تركت ستيورت NIH لتصبح أستاذة في جامعة جورجتاون في عام 1971.

### وفاتها وما بعد ذلك
توفت ستيوارت بسبب السرطان في منزلها في نيو سميرنا بيتش فلوريسيا في 27 نوفمبر 1976. مجموعة من أوراقها محفوظة في المكتبة الوطنية للطب في بيثيسدا بولاية ماريلاند.

### الجوائز
في عام 1965، حصلت ستيوارت على جائزة المرأة الفيدرالية. كما فازت بجائزة لينجي من أكاديمية لينسيان في عام 1972 والعديد من الجوائز الأخرى.